# سفارت روسیه در لندن
سفارت روسیه در لندن (به انگلیسی: Embassy of Russia) یک سفارت در بریتانیا است که در لندن واقع شده‌است.